# Atrichopogon psilopterus
Atrichopogon psilopterus är en tvåvingeart som beskrevs av Jean-Jacques Kieffer 1919. Atrichopogon psilopterus ingår i släktet Atrichopogon och familjen svidknott. Inga underarter finns listade i Catalogue of Life.